# Tolös
Tolös o Töläch foren una horda derivada de l'horda dels kao-kiu, que vivia principalment a la part sud de l'Altai.
Al segle v foren vassalls dels juanjuan però abans del 508 es van revoltar i el 508 els van derrotar. Els juanjuan van passar a l'ofensiva i el 516 el sobirà tolös fou mort pels juanjuan i els tolös van quedar altre cop sotmesos.
Es van revoltar el 521, durant la guerra civil dels juanjuan, però foren derrotats. Van romandre subjectes fins que el 546 es van revoltar altre cop, però foren derrotats pels juanjuan que van tenir el suport dels seus parents, els turcs o t'ou-kiue, una horda turca emergent, vassalla dels juanjuan, als que van acabar sotmesos vers el 552.